# Tachytrechus intermedius
Tachytrechus intermedius är en tvåvingeart som beskrevs av Becker 1922. Tachytrechus intermedius ingår i släktet Tachytrechus och familjen styltflugor. Inga underarter finns listade i Catalogue of Life.